# زيجيوفالو

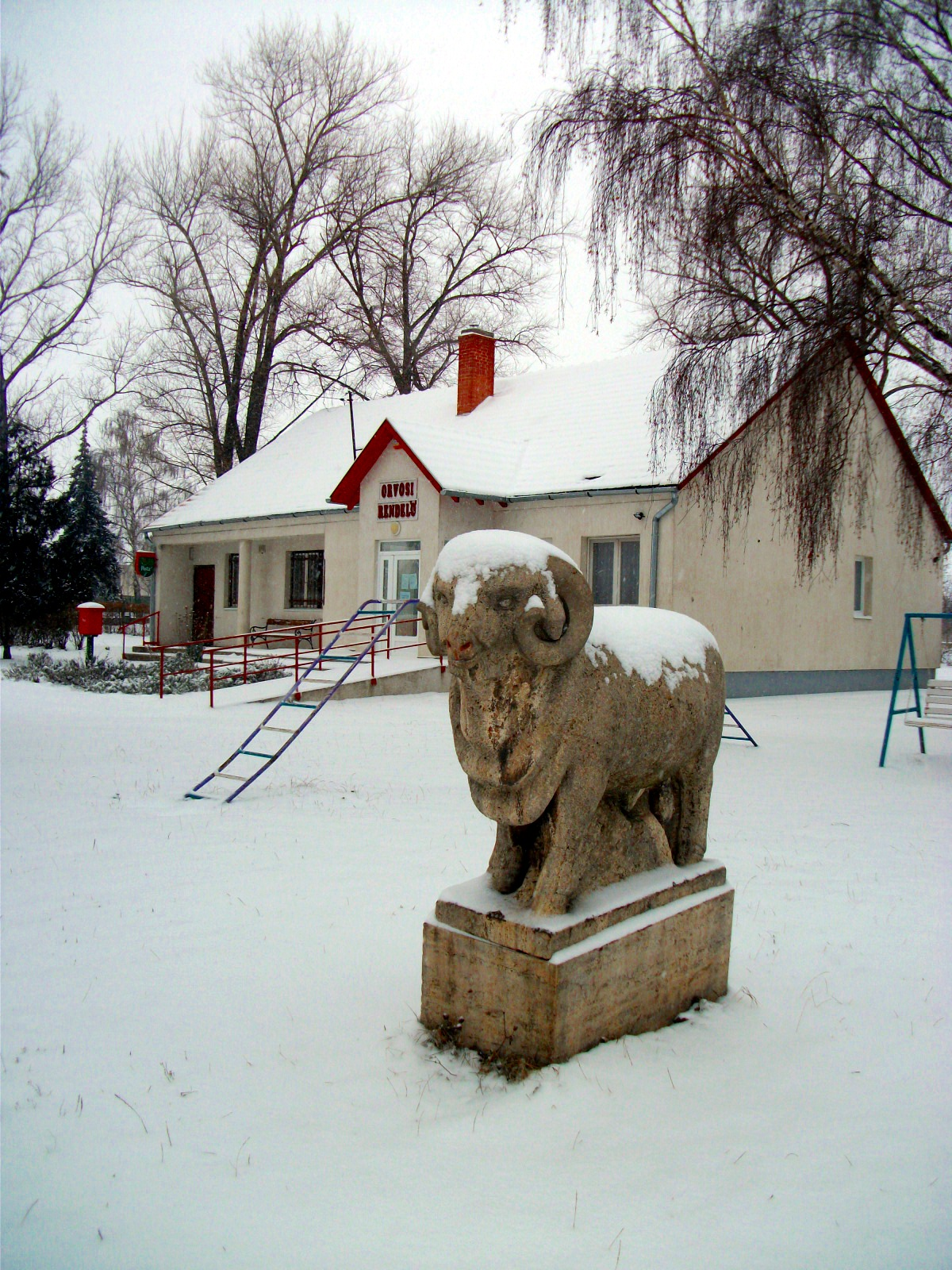
Zichyújfalu, Statue

زيجيوفالو (بالمَجَرِيّة: Zichyújfalu) هي قرية مجرية في إقليم بست قريبة من سيكشفهيرفار، يبلغ تبلغ ساحتها 10.82 كم مربع وعدد سكانها 921 نسمة (تعداد 2015).
يرجع أقدم سجلّ مدوّن عن مدينة زيجيوفالو إلى سنة 1239،